# Адріан Югський
Адріан Югський (в миру Андрій Сємьоновський, 1800, село Семенівське, Пошехонського уїзду, Ярославської губернії — † 7 серпня 1853, Югська Дорофеївська пустинь) — російський старець та ієромонах з Югської Дорофеєвої пустині, Рибінського уїзду, Ярославської губернії. Скиталець і суворий постник.
Народився в сім'ї диякона. Закінчив Духовне Училище. У 1820 р. залишив семінарію і поступив в Адріанів Пошехонський монастир на послух до старця Іннокентія. В 1821 р. був прирахований до братії, посвячений в стихар. 4 квітня 1826 р. прийняв постриг з ім'ям Адріан на честь прп. Адріана Пошехонського, 2 листопада 1826 р. був рукоположений в диякона, 9 листопада — в ієромонаха. В монастирі влаштував готель для паломників, оновив колодязь прп. Адріана і побудував над ним каплицю, де хворі стали отримувати зцілення по його молитвам. В 1831 р. назначений на посаду казначея.
Адріан Югський був строгим постником, харчувався тільки чорними сухарами і водою, ніколи не їв гарячої їжі, нічого не мав свого; був усердним молитвенником, щоденно прочитував всю Псалтир; володів даром прозорливості, відрізнявся смиренням і тихістю. За своє строге подвижництво перетерпів численні жорстокі нападки бісів, часами явні для оточуючих. Братія монастиря, не розуміючи напруженої духовної боротьби, яку вів подвижник, завважала його душевнохворим, і А. Ю. був висланий з обителі до родичів. В цей час почався подвиг служіння А. Ю. ближнім. У всій тяжкості перенісший духовну боротьбу і суворим подвигом досягнув торжества духу над плоттю, А. Ю. направляв своїх співбесідників до христ. життя. Своїм духовним дітям А. Ю. рекомендував поміркований піст, читання Четьїх-Міней, Добротолюбія, аскетичних творів преподобних Єфрема Сиріна, Йоана Ліствинчика, Ісаака Сиріна, говорячи, що вчення Церкви вияснюється при очищенні душі особистим подвигом.
Після повернення А. Ю. в Адріанів Пошехонський монастир було вирішено зробити його настоятелем обителі. Не бажаючи цього назначення, монах прийняв обітницю мовчання і подвиг юродства, 2 роки скитався по лісам; багато мандрував, збираючи засоби на монастир і одночасно наставляячи в христ. житті жителів тих місць, де зупинявся. А. Ю. мав численних учеників, що приїздили до нього чи керувалися старцем через листування. А. Ю. шанували не тільки окремі люди, але і цілі міста, напр. Бежецьк, де із його послідовниць склалася Благовіщенська жін. громада, якою старець керував декілька років, а остаточне її влаштування передав по заповіту свящ. Петру Томаницькому, прийнявшому на себе подвиг юродства і що проживав поблизу Углича. Після кончини благоволівшого йому настоятеля монастиря ієром. Іринея А. Ю. піддався наклепам і зневагам зі сторони братії і в 1851 р. перейшов в Югську Дорофеївську пустинь. Перед кончиною сподобився явлення Пресв. Богородиці зі святими і Спасителя, похований в Югській пустині напроти вівтаря соборної церкви.

## Вислови старця
- Старець Адріан Югський радив частіше носити малюків до Святого Причастя, говорячи, що через це вони будуть і здоровіші, і розумніші, і щасливіші.
- Ми думаємо про себе, що смиренні, поки нас не чіпають, — це не смирення, але ось смирення істинне, коли принижують, ображають, тут собі і говори: «Вартий я цього за гріхи мої».
- Не поводься з одним смиренно, а з іншими зухвало, але зберігай смирення зі всіляким — друг чи це ворог, знатна чи мізерна людина.
- Скаже хто-небудь: «Не один я грішу». На це відповідь для всіх таких: в пеклі місця досить".
- Адріан Югський своїм хворим відвідувачам радив: «Для здоров'я треба наще, зранку, до чаю, пити сирої води побільше, можна навіть стаканів до десяти…».
- Біблія з розуму зведе, зі світського на духовний
- Немає гріха непростительного крім гріха нерозкаяного.
- Покаяння є договором з Богом про виправлення життя
- Спочатку — честь Богу, а потім вже піклування про решту.